# Januar 2005
Portal Geschichte | Portal Biografien | Aktuelle Ereignisse | Jahreskalender | Tagesartikel

◄ |
20. Jahrhundert |
21. Jahrhundert

◄ |
1970er |
1980er |
1990er |
2000er
| 2010er | 2020er | 2030er | ►

◄ |
2001 |
2002 |
2003 |
2004 |
2005
| 2006 | 2007 | 2008 | 2009 | ►

◄ |
Oktober 2004 |
November 2004 |
Dezember 2004 |
Januar 2005 |
Februar 2005 |
März 2005 |
April 2005 |
►
Dieser Artikel behandelt tagesbezogene Nachrichten und Ereignisse im Januar 2005.

## Tagesgeschehen

### Samstag, 1. Januar 2005
- Ankara/Türkei: Die Neue Türkische Lira (YTL) ist seit heute offizielles Zahlungsmittel. Durch die Währungsreform wird der Geldschein im bisher höchsten Wert von 20.000.000 TL zu 20 YTL, umgerechnet sind es rund 11 Euro. Der höchste Wert eines neuen Scheins beträgt 100 YTL. Die Inflation (seit 1971 im Mittel über 40 %) sank 2004 auf 9 %.[1]
- Berlin/Deutschland: In Deutschland wird das Arbeitslosengeld II eingeführt, die Hartz-IV-Gesetze werden wirksam. Außerdem müssen LKW-Fahrer nun Maut über das neue System auf den Autobahnen bezahlen. Die 3. Stufe der Steuerreform 2000 tritt in Kraft.
- Bern/Schweiz: Der SVP-Politiker Samuel Schmid wird Bundespräsident der Schweiz.[2]
- Brüssel/Belgien: In der Europäischen Union tritt der EU-Emissionsrechtehandel in Kraft.[3]
- Luxemburg/Luxemburg: Das Land übernimmt die Ratspräsidentschaft der Europäischen Union von den Niederlanden.[4]
- New York/Vereinigte Staaten: Argentinien, Dänemark, Griechenland, Japan und Tansania werden neue nichtständige Mitglieder im Sicherheitsrat der Vereinten Nationen.[5]
- Wien/Österreich: Das Neujahrskonzert der Wiener Philharmoniker verbindet heuer mit dem musikalischen Gruß an alle Welt die Bitte, der Opfer des Tsunami vom 26.12. tätig zu gedenken. Das äußert sich auch im Programm. Erstmals entfällt eine traditionelle Zugabe: Der Radetzkymarsch von Johann Strauß.

### Sonntag, 2. Januar 2005
- Berlin/Deutschland: Die Partei des Demokratischen Sozialismus (PDS) ändert ihren Namen in „Die Linkspartei“. Auf dem Parteitag kursierende Drucksachen verwenden alternativ auch die Namen „Die Linkspartei.PDS“ beziehungsweise „Die Linke.PDS“.[6]

### Dienstag, 4. Januar 2005
- Bagdad/Irak: Ali al-Haidari, Gouverneur der Region und Bürgermeister der irakischen Hauptstadt Bagdad, fällt nach Polizeiangaben einem Attentat zum Opfer.[7]
- Berlin/Deutschland: Die Bundesrepublik stockt die finanzielle Hilfe für die betroffenen Länder der Flutkatastrophe auf eine halbe Milliarde Euro auf. Damit liegt Deutschland kurzfristig weltweit an der Spitze, bis es von Australien überholt wird.
- Nürnberg/Deutschland: Die Zahl der Arbeitslosen ist um 206.900 auf 4,464 Millionen gestiegen, teilt die Bundesagentur für Arbeit mit.

### Mittwoch, 5. Januar 2005
- Bern/Schweiz: Ein nationaler Trauertag und nationaler Sammeltag zugunsten der Erdbebenopfer wird begangen. Die landesweite Sammlung der Schweizer Glückskette erbringt die Rekordsumme von über 220 Mio. Franken zugunsten der Tsunami-Opfer in Südostasien.

### Donnerstag, 6. Januar 2005
- Bischofshofen/Österreich: Janne Ahonen aus Finnland gewinnt die 53. Vierschanzentournee vor Roar Ljøkelsøy aus Norwegen.[8]
- Washington, D.C./Vereinigte Staaten: Das US-Verteidigungsministerium kündigt eine neue Untersuchung zu Beschuldigungen der Misshandlung Gefangener im Internierungslager Camp X-Ray in Guantánamo Bay auf der Insel Kuba an.

### Freitag, 7. Januar 2005
- Bologna/Italien: Mindestens 13 Menschen wurden beim Zusammenstoß eines Passagier- und eines Güterzuges bei Bolognina di Crevalcore, ca. 40 km nördlich von Bologna, getötet.
- Philadelphia/Vereinigte Staaten: Nach Berichten verschiedener Zeitungen wird im US-Bundesstaat Mississippi 40 Jahre nach den Morden an drei Bürgerrechtlern durch Mitglieder des Ku-Klux-Klans Mordanklage gegen einen der mutmaßlichen Täter erhoben. Der heute 79-jährige war 1967 wegen Stimmengleichheit der Geschworenen freigesprochen worden.

### Samstag, 8. Januar 2005
- Chemnitz/Deutschland: Die Kastelruther Spatzen gewinnen ihre fünfte Krone der Volksmusik.
- Cuxhaven/Deutschland: Der mutmaßliche Mörder des Mädchens Levke hat auch den seit zwei Monaten vermissten Jungen Felix aus Neu Ebersdorf (Landkreis Rotenburg (Wümme)) getötet, wie er seinem Anwalt gestand. Die Polizei hat nach Hinweisen des Verdächtigen am Freitag im Fluss Geeste bei Schiffdorf (Landkreis Cuxhaven) die Leiche von Felix gefunden.
- Nordeuropa: Ein Orkan wütet mit hohen Windgeschwindigkeiten und teilweise sehr starken Regengüssen über Nordeuropa. In Dänemark und Schweden sterben mehrere Menschen, auch in Deutschland wurden Autofahrer von umstürzenden Bäumen erschlagen. Der Fähr- und Flugverkehr in einigen skandinavischen Ländern musste eingestellt werden. In Schleswig-Holstein wurde auch der Zugverkehr eingestellt. In Großbritannien und Irland sind je 50.000 und 60.000 Menschen ohne Strom.

### Sonntag, 9. Januar 2005
- Nairobi/Kenia: In Nairobi wird ein Friedensvertrag zwischen der Regierung des Sudan unter Omar al-Baschir und den südsudanesischen Rebellen unter John Garang unterzeichnet. Das Vertragswerk beendet den längsten Bürgerkrieg des afrikanischen Kontinents (er dauerte über 20 Jahre und kostete 1,5 Mio. Menschenleben) und sieht eine Autonomie der südlichen Provinzen vor. Nach frühestens sechs Jahren soll dem Süden Gelegenheit für ein Unabhängigkeitsreferendum gegeben werden.
- Ramallah/Palästinensische Autonomiegebiete: Im Westjordanland haben Präsidentschaftswahlen begonnen. Favorit ist Mahmud Abbas, Vorsitzender der Palästinensischen Befreiungsorganisation PLO.

### Montag, 10. Januar 2005
- Kiew/Ukraine: Die ukrainische Wahlkommission bestätigt offiziell Wiktor Juschtschenkos Sieg der Stichwahl am 26. Dezember mit 51,99 %. Das Oberste Gericht hatte zuvor vier weitere Klagen des gescheiterten Präsidentschaftskandidaten Wiktor Janukowytsch wegen Formfehlern abgewiesen. Jedoch ist auch noch gegen das offizielle Endergebnis eine Klage vor dem Obersten Gerichtshof möglich.
- Ramallah/Palästinensische Autonomiegebiete: Mahmud Abbas, Vorsitzender der Palästinensischen Befreiungsorganisation, erklärt sich zum Sieger der Präsidentschaftswahlen im Westjordanland, nachdem er eigenen Angaben zufolge zwei Drittel der Stimmen auf sich vereinigen konnte. Unabhängige Wahlbeobachter sprechen bis jetzt von „sauberen Wahlen“.
- Rom/Italien: In Italien tritt heute ein generelles Rauchverbot in Restaurants und Gaststätten in Kraft. Erste Geldbußen sollen bereits in der Nacht verhängt worden sein.

### Dienstag, 11. Januar 2005
- Bergen/Deutschland: Wegen seiner Mitwirkung an der Folterung von Zivilisten im Irak wird ein britischer Soldat von einem Militärgericht in seinem heimischen Stützpunkt in Niedersachsen zu einer Freiheitsstrafe verurteilt. Bisher hatten sich nur US-Soldaten wegen ähnlicher Delikte verantworten müssen.
- Kiew/Ukraine: Der Oberste Gerichtshof der Ukraine hat aufgrund eines Eilantrags des unterlegenen Präsidentschaftskandidaten Wiktor Janukowytsch erneut die vorgeschriebene amtliche Veröffentlichung des Endergebnisses der Präsidentschaftswahl untersagt.

### Mittwoch, 12. Januar 2005
- Cape Canaveral/Vereinigte Staaten: Eine NASA-Raumsonde wurde erfolgreich gestartet, die im Juni mit dem Kometen Tempel 1 kontrolliert kollidieren soll, um dadurch Informationen über seine innere Struktur zu erhalten.
- Paris/Frankreich: Der französische Minister für Bildung und Forschung François Fillon äußerte den Wunsch, dass mehr Studenten Deutsch studieren.

### Donnerstag, 13. Januar 2005
- London/Vereinigtes Königreich: Der britische Prinz Harry entschuldigt sich dafür, dass er am 8. Januar auf einer Party in Nazi-Uniform mit einer Hakenkreuz-Armbinde aufgetreten ist.
- Paris/Frankreich: Der Pariser Club bietet den vom Tsunami betroffenen Staaten ein Einfrieren der Schulden an.

### Freitag, 14. Januar 2005

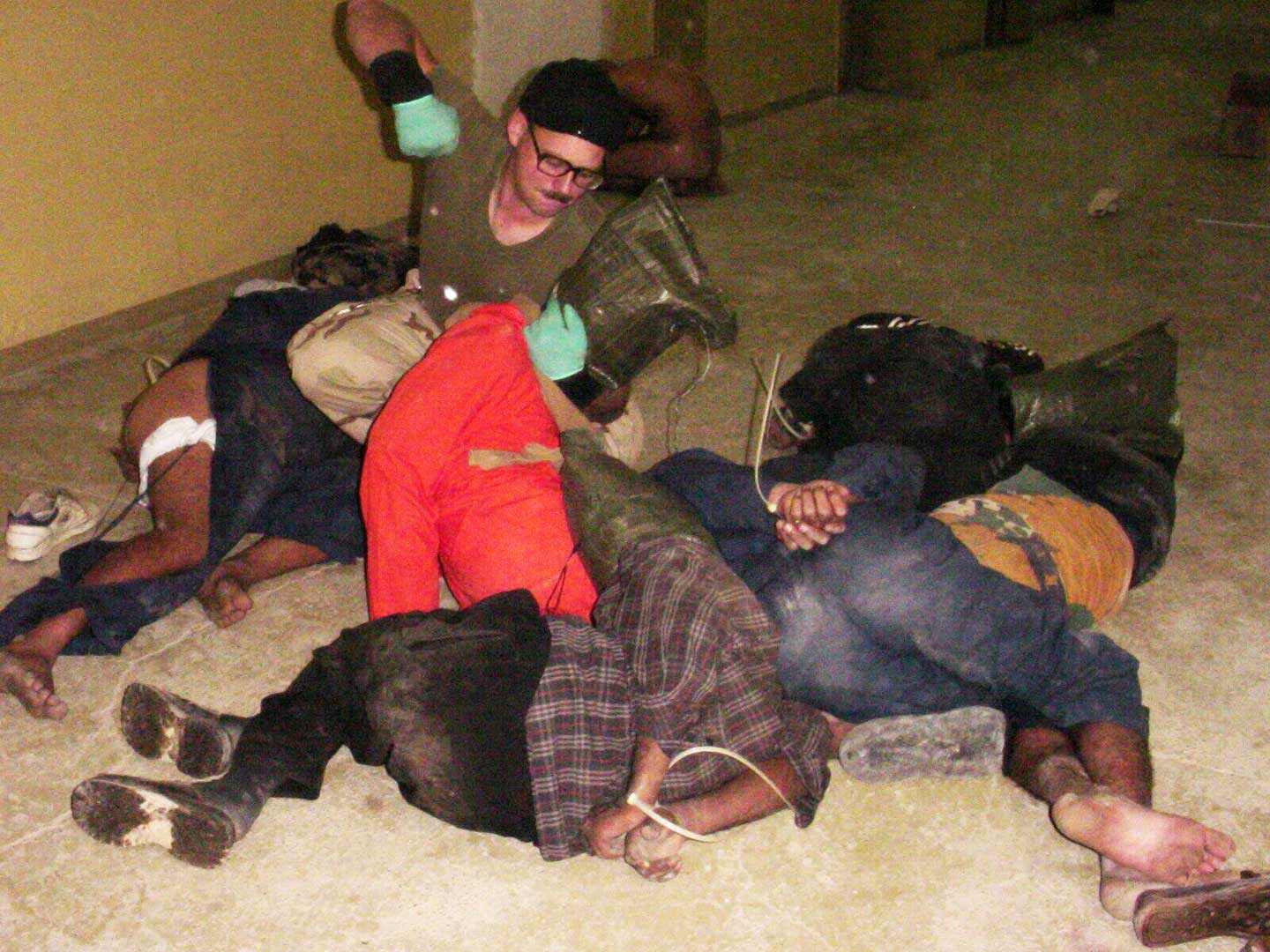
Durch Bilder wie dieses wurde Charles Graner bekannt

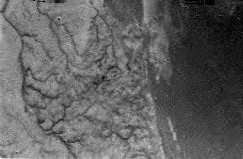
Huygens-Bild von der Oberfläche des Titans

- Bell County/Vereinigte Staaten: Ein Militärgericht auf der Basis Fort Hood spricht den 36-jährigen US-Soldaten Charles Graner wegen Misshandlung irakischer Gefangener im Gefängnis Abu Ghuraib bei Bagdad schuldig und verurteilt ihn zu zehn Jahren Haft.
- Berlin/Deutschland: Der SPD-Politiker Jann-Peter Janssen legt wegen öffentlich gewordener Gehaltszahlungen durch den VW-Konzern ohne konkrete Gegenleistung sein Bundestagsmandat nieder.
- Gazastreifen/Palästinensische Autonomiegebiete: Drei Selbstmordattentäter töten bei einem Sprengstoffanschlag sechs Israelis.
- Kenia: Wegen der schlechten Sicherheitslage in Somalia wird das Übergangskabinett des kenianischen Nachbarlands unter Ministerpräsident Ali Mohammed Ghedi auf kenianischem Boden bestätigt. Ihm gehören Warlords aller wichtigen Fraktionen in Somalia an. Mit ihrer Einbindung will Ali Mohammed Ghedi die Stabilisierung des Lands erreichen.
- München/Deutschland: Der Modeschöpfer Rudolph Moshammer wird in seiner Wohnung erdrosselt aufgefunden. Sein Fahrer, der die Leiche entdeckt, nimmt Moshammers Hündin Daisy in seine Obhut.[9]
- Titan: Der ESA-Lander Huygens landet weich auf dem Saturn-Mond Titan und sammelt Daten über Windverhältnisse, Atmosphäre und Oberflächenbeschaffenheit. Diese funkt sie über die NASA-Raumsonde Cassini, die sich im Orbit des Saturn befindet, an die Erde.[10][11]

### Samstag, 15. Januar 2005
- Ramallah/Palästinensische Autonomiegebiete: Mahmud Abbas wird als neuer palästinensischer Regierungschef vereidigt. Er ist damit Nachfolger des verstorbenen Jassir Arafat.

### Sonntag, 16. Januar 2005
- München/Deutschland: Die Polizei nimmt im Mordfall Rudolph Moshammer den mutmaßlichen Mörder fest. Es handelt sich um einen 25-jährigen Iraker, der mit Hilfe der Gendatenbank ermittelt wurde. Dieser gesteht den Mord an Rudolph Moshammer, der nach einem Streit um Bezahlung für sexuelle Handlungen geschah.
- Zagreb/Kroatien: Der kroatische Staatspräsident Stjepan Mesić ist in seinem Amt bestätigt worden. Nach dem vorläufigen Ergebnis der Stichwahl gewann er mit 66 Prozent der Stimmen gegen Jadranka Kosor.

### Montag, 17. Januar 2005
- Zagreb/Kroatien: In Kroatien findet die zweite Runde der Präsidentschaftswahl statt. Rund 4,4 Millionen Wahlberechtigte votierten im ersten Wahlgang, sofern sie zur Abstimmung gingen, mit einfacher Mehrheit für Amtsinhaber Stjepan Mesić von der Kroatischen Volkspartei, der sich schließlich gegen Jadranka Kosor von der Kroatischen Demokratischen Union  in der heutigen Stichwahl deutlich durchsetzt.[12]

### Dienstag, 18. Januar 2005

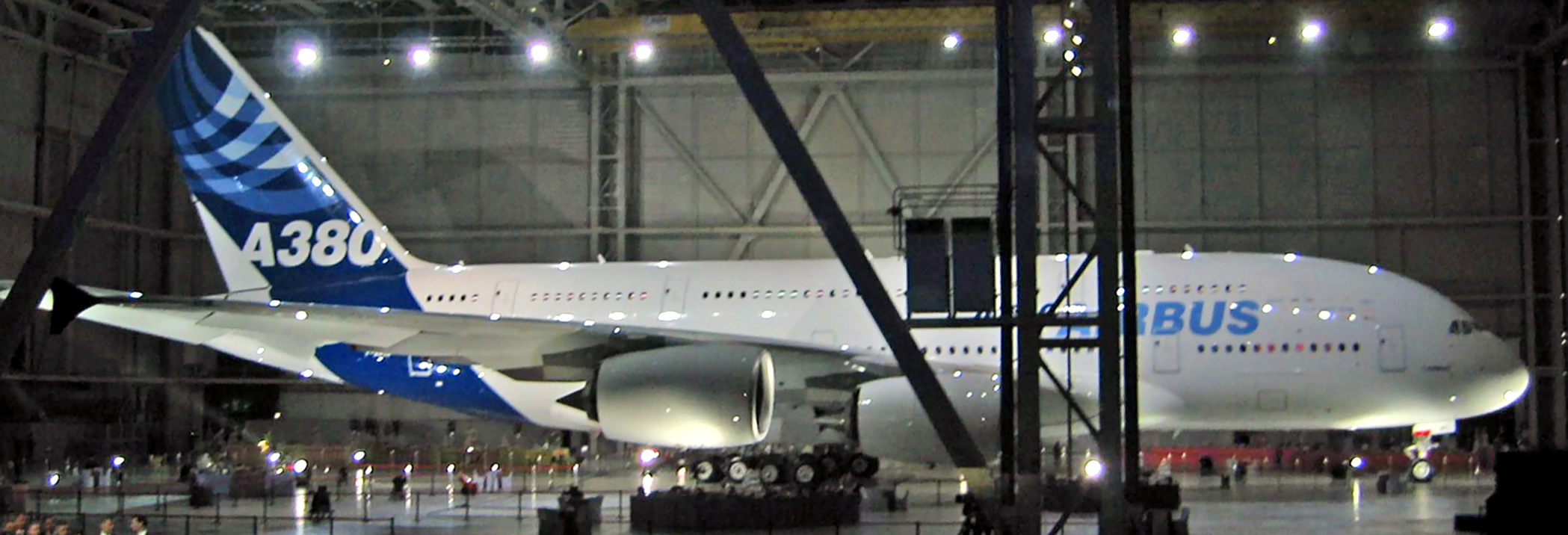
Airbus A380 beim Rollout

- Gusch Katif/Palästinensische Autonomiegebiete: Die Hamas verübt einen Selbstmordanschlag nahe Gusch Katif im südlichen Gazastreifen: ein Israeli kommt ums Leben, drei weitere werden verletzt.
- Toulouse/Frankreich: Der neue Airbus A380, das größte Passagierflugzeug in der Geschichte der Luftfahrt, wird mit einer großen Licht- und Lasershow der Öffentlichkeit vorgestellt.
- Washington, D.C./Vereinigte Staaten: US-Präsident George W. Bush schließt einen Militärschlag gegen den Iran nicht aus, falls Teheran über sein Atomprogramm nicht umfassend Auskunft gibt. Der US-Präsident sagte dem Nachrichtensender NBC, er hoffe auf eine friedliche Lösung des Konfliktes.
- Wiesbaden/Deutschland: Das Unwort des Jahres 2004 lautet nach Ansicht der Gesellschaft für deutsche Sprache „Humankapital“, da der Begriff die Versachlichung menschlicher Ressourcen repräsentiere.[13]

### Mittwoch, 19. Januar 2005
- Leipzig/Deutschland: Das Bundesverwaltungsgericht erklärt die Einberufungspraxis der Bundeswehr als verfassungsgemäß.

### Donnerstag, 20. Januar 2005

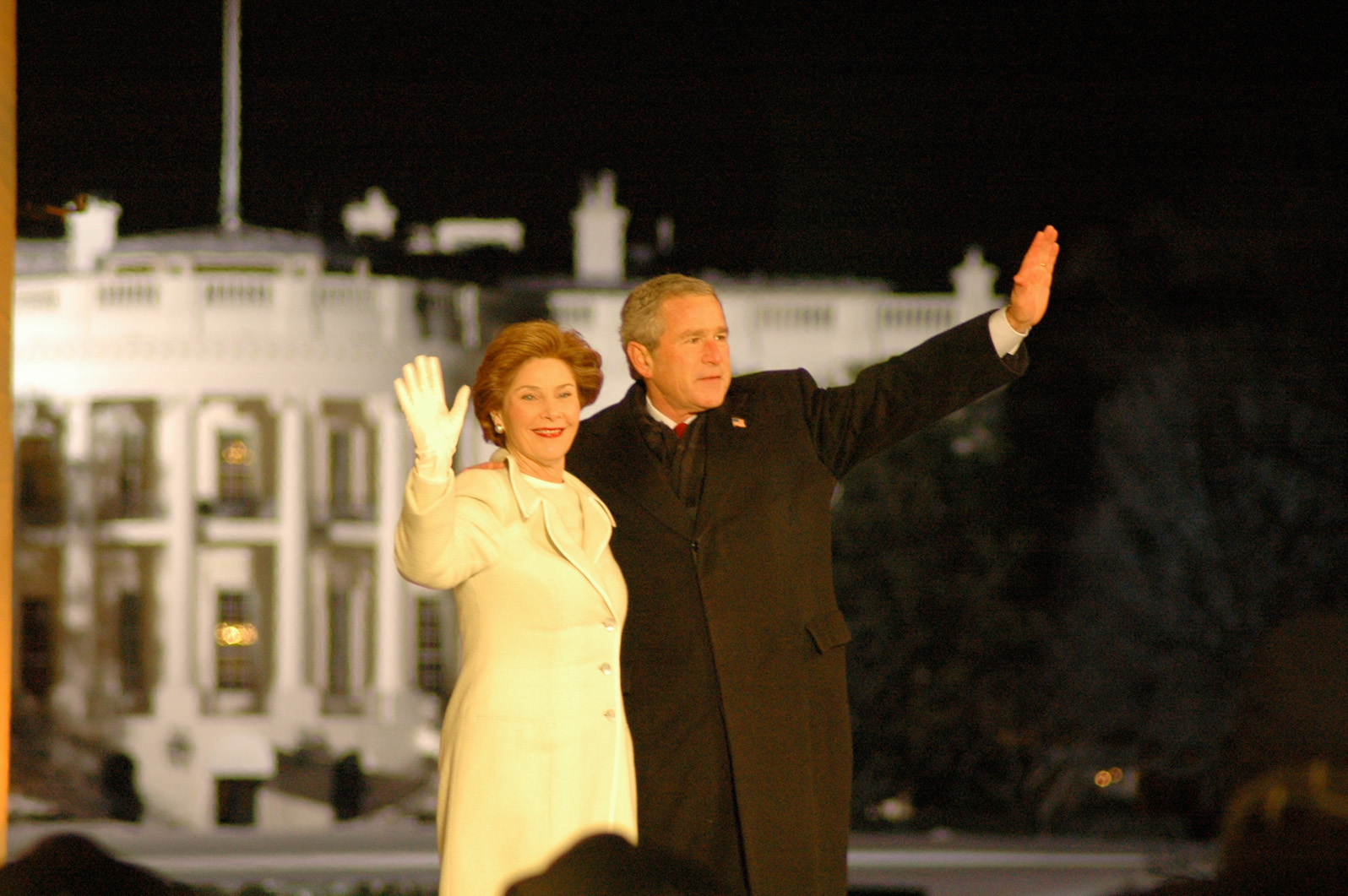
George W. Bush (rechts)

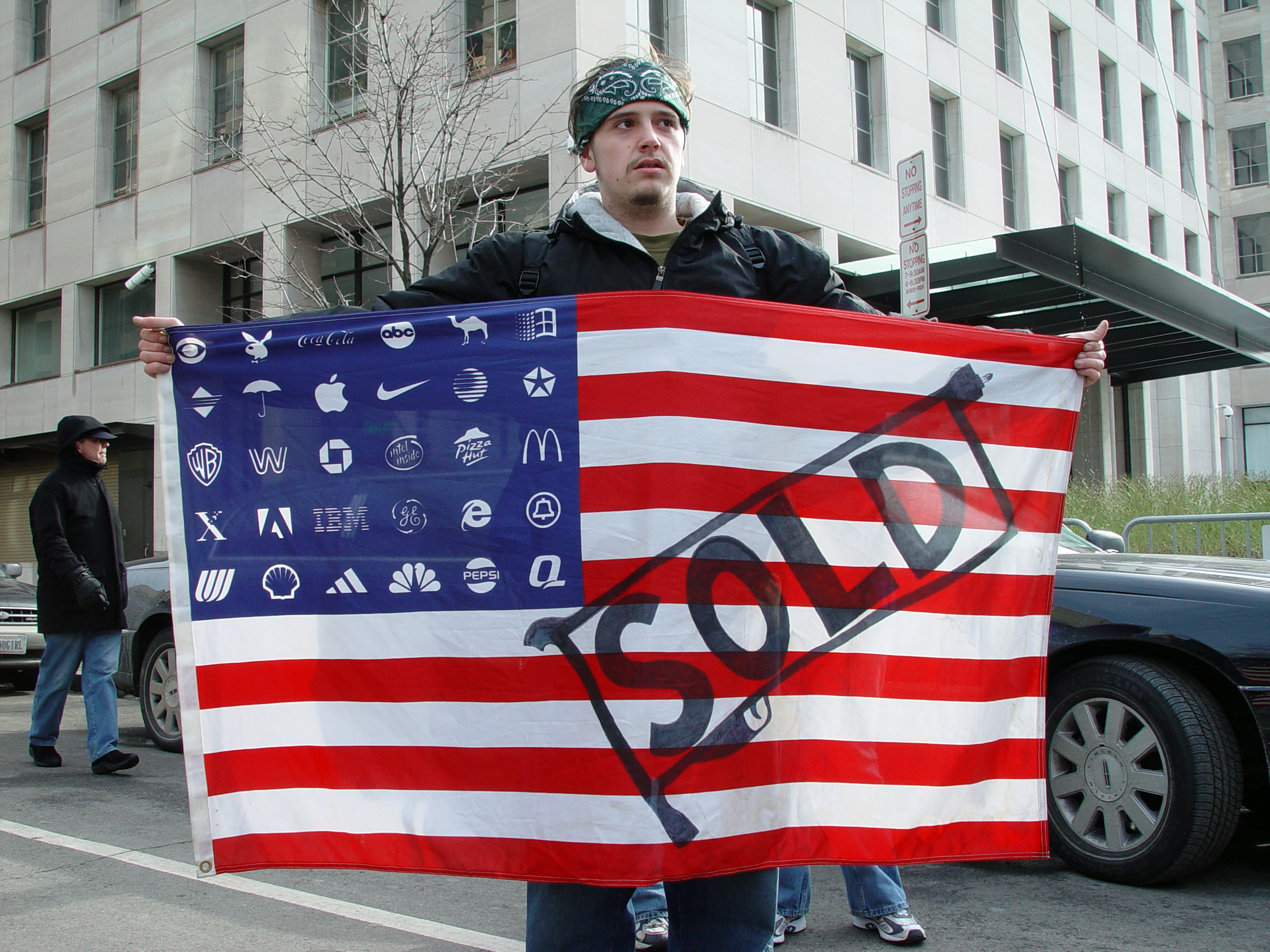
Unzufriedenheit mit der Bush-Regierung

- Berlin/Deutschland: Bundespräsident Horst Köhler ordnet Staatstrauer zum Gedenken an die Opfer des Erdbebens im Indischen Ozean 2004 an.
- Kiew/Ukraine: Das Oberste Gericht der Ukraine erklärt den Wahlsieg Juschtschenkos nach der Wiederholungswahl für endgültig. Alle Klagen Janukowytschs sind damit abgewiesen.
- Paris/Frankreich: Das Land liefert den wegen Korruption und Steuerhinterziehung gesuchten ehemaligen Staatssekretär im Bundesministerium der Verteidigung Ludwig-Holger Pfahls an Deutschland aus.
- Washington, D.C./Vereinigte Staaten: Der republikanische Präsident der Vereinigten Staaten George W. Bush leistet den Eid auf seine zweite Amtszeit als US-Präsident. Sein zentrales politisches Anliegen bestehe darin, die Welt von „Tyrannei“ zu befreien.[14]
- Wien/Österreich: Die Gesetzgeber erzielen eine Einigung zur Reform der umstrittenen Chefarztpflicht.

### Freitag, 21. Januar 2005
- Washington, D.C./Vereinigte Staaten: Die ersten beiden Ministerkandidaten für das zweite Kabinett von Präsident George W. Bush wurden vom US-Senat bestätigt. Die künftige Außenministerin Condoleezza Rice, muss noch bis Mittwoch warten, da die Abstimmung über sie verschoben wurde.

### Samstag, 22. Januar 2005
- Berlin/Deutschland: Empörung um Holocaust-Vergleich der Sachsen-NPD mit dem „Bomben-Holocaust“ von Dresden. Für die Vergleiche gebe es weder eine Rechtfertigung noch eine Entschuldigung, so der Zentralrat der Juden.
- Göttingen/Deutschland: „Wahlalternative – WASG“ formiert sich als Partei. Die Versammlung beschließt den Namen „ASG“.
- München/Deutschland: In München wird der ermordete Rudolph Moshammer beigesetzt.

### Sonntag, 23. Januar 2005
- Göttingen/Deutschland: Die Spitze eines der beiden Kirchtürme der gotischen Johanneskirche ist in der Nacht ausgebrannt. Der 72,5 Meter hohe Turm droht einzustürzen.
- Kiew/Ukraine: Wiktor Juschtschenko vom Block Unsere Ukraine – Nationale Selbstverteidigung wird als neuer Präsident der Ukraine vereidigt.[15]
- Magdeburg/Deutschland: In Sachsen-Anhalt findet erstmals ein Volksentscheid statt, dabei geht es um die Dauer der Kinderbetreuung differenziert nach der Erwerbstätigkeit der Eltern. Laut dem vorläufigen amtlichen Endergebnis ist diese Initiative gescheitert.
- Rheinberg/Deutschland: Die Apostolische Gemeinschaft feiert ihr 50-jähriges Bestehen als von der Neuapostolischen Kirche unabhängige Gemeinschaft mit einem großen Festgottesdienst mit circa 1.200 Besuchern in den Messehallen Niederrhein.

### Montag, 24. Januar 2005
- Berlin/Deutschland: Volker Kauder wird vom Bundesausschuss der CDU einstimmig zum Generalsekretär gewählt. Er ist Nachfolger des im Dezember wegen der RWE-Affäre zurückgetretenen Laurenz Meyer.[16]
- Berlin/Deutschland: Nach massiver öffentlicher Kritik an Zahlungen des Siemens-Konzerns legt die FDP-Politikerin Ulrike Flach ihre Ämter als Vorsitzende des Bundestagsausschusses für Wissenschaft und Technologie sowie als Stellvertretende Vorsitzende der NRW-FDP nieder.
- Essen/Deutschland: Die Deutsche Post AG übernimmt Teile der Logistik des KarstadtQuelle-Konzerns. Der Verkauf der Anteile für rund 200 Mio. Euro ist Teil des Sanierungskonzeptes.
- Göttingen/Deutschland: Als Brandstifter der Johanniskirche werden zwei 15- und 19-jährige Schüler aus der Universitätsstadt festgenommen.
- Kiew/Ukraine: Der neue ukrainische Staatspräsident Wiktor Juschtschenko beruft Julija Tymoschenko in das Amt der Ministerpräsidentin.

### Dienstag, 25. Januar 2005
- Berlin/Deutschland: Norbert Röttgen (MdB) aus Meckenheim bei Bonn wird neuer Parlamentarischer Geschäftsführer der CDU.
- Berlin/Deutschland: Aus Anlass des 60. Jahrestages der Befreiung des Konzentrationslagers Auschwitz bekennt Bundeskanzler Gerhard Schröder seine Scham über den millionenfachen Mord an den Juden. Er ruft zum Kampf gegen Antisemitismus auf.
- Frankfurt am Main/Deutschland: Nur gut ein Drittel der 3,2 Millionen Eintrittskarten für die Fußball-Weltmeisterschaft 2006 gehen in den freien Verkauf.
- Los Angeles/Vereinigte Staaten: Der deutsche Film Der Untergang wird für einen Oscar nominiert. Der Spielfilm nach einem Drehbuch von Produzent Bernd Eichinger schildert die letzten Tage Adolf Hitlers in Berlin.
- Mumbai/Indien: Bei einer Massenpanik am Mandher-Devi-Tempel in Westindien sind bis zu 300 Menschen ums Leben gekommen. Ursache war ein Brand in einer Marktstraße des zur Zeit von rund 300.000 Pilgern bevölkerten Hindu-Pilgerstätte.

### Mittwoch, 26. Januar 2005
- Bagdad/Irak: Beim Absturz eines US-Militär-Hubschraubers kommen im West-Irak 31 Marine-Infanteristen ums Leben.
- Davos/Schweiz: Der französische Staatspräsident Jacques Chirac fordert zur Eröffnung des 35. Weltwirtschaftsforums mehr Solidarität mit den armen Ländern der Welt.
- Karlsruhe/Deutschland: Die Bundesländer dürfen in Zukunft selbst über die Erhebung von Studiengebühren entscheiden. Das Bundesverfassungsgericht erklärt die Verpflichtung der Länder auf den Grundsatz der Gebührenfreiheit des Studiums für nichtig.
- Khartum/Sudan: Beim Angriff auf ein Dorf in der westsudanesischen Krisen-Provinz Darfur werden rund 100 Menschen getötet. 10.000 Menschen sind auf der Flucht.
- Porto Alegre/Brasilien: Das fünfte Weltsozialforum wird mit einem Protestzug und der Forderung nach einer „anderen Welt“ eröffnet. Rund 100.000 Teilnehmer wollen sechs Tage lang über die Folgen der Globalisierung und des Neoliberalismus, den Kampf gegen die Armut und den Irak-Krieg diskutieren.
- Washington, D.C./Vereinigte Staaten: Condoleezza Rice wird als US-Außenministerin vom Senat mit großer Mehrheit bestätigt.

### Donnerstag, 27. Januar 2005

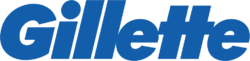
Logo der Gillette Company

- München/Deutschland: Der Vorstandschef der Siemens AG Heinrich von Pierer wechselt nach mehr als zwölf Jahren an der Konzernspitze in den Aufsichtsrat. Auf seinen Nachfolger Klaus Kleinfeld wartet die Aufgabe, auch renditeschwache Sparten auf Erfolgskurs zu bringen, z. B. die Sparte „Communications“, einst bekannt als „Siemens Information and Communication Networks“.[17]
- New York/Vereinigte Staaten: Der Konsumgüterhersteller Procter & Gamble Company einigt sich mit der Geschäftsführung seines Konkurrenten Gillette Company auf einen Fusionsplan zu einem Preis von circa 57 Milliarden US-Dollar. Die Streichung von 6.000 Arbeitsplätzen wird erwartet. Procter & Gamble aus Cincinnati streitet mit Unilever aus dem Vereinigten Königreich um die weltweite Marktführerschaft.[18][19]

### Samstag, 29. Januar 2005
- China, Taiwan: Aus Anlass des chinesischen Neujahrsfestes finden erstmals seit mehr als 55 Jahren Direktflüge zwischen der Volksrepublik China und Taiwan statt. Als Schlusstag der Aktion ist der 20. Februar vorgesehen.[20]

### Sonntag, 30. Januar 2005
- Bagdad/Irak: An der Wahl zur Nationalversammlung, die eine neue Verfassung ausarbeiten soll, beteiligen sich circa 60 % der Stimmberechtigten. Landesweit werden 35 Menschen vor Wahllokalen ermordet. Es ist die erste Parlamentswahl nach dem Ende der rund 24 Jahre währenden Regierungszeit der Baath-Partei. Trotz terroristischer Attentate und anderer Hindernisse wurde sie nicht abgesagt, denn sie soll die demokratische Wende im Irak belegen. Mit dem Wahlergebnis ist Mitte Februar zu rechnen.[21]

### Montag, 31. Januar 2005

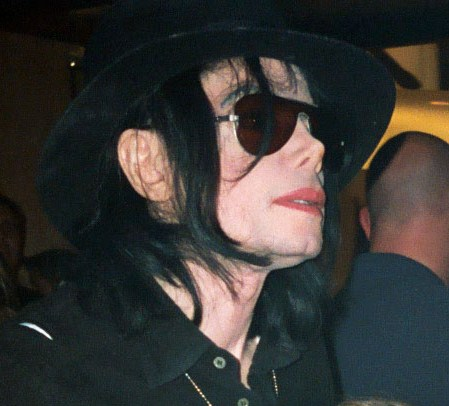
Michael Jackson

- Israel, Palästinensische Autonomiegebiete: Seit dem Aufruf zur Zweiten Intifada im September 2000 starben über 4.400 Menschen durch Gewaltakte zwischen Israelis und Palästinensern. Etwa ein Fünftel der Toten waren Israelis und circa vier Fünftel Palästinenser.[22]
- Santa Maria/Vereinigte Staaten: Der Kindesmissbrauchsprozess gegen den Pop-Star Michael Jackson wird eröffnet.[23]

## Weblinks

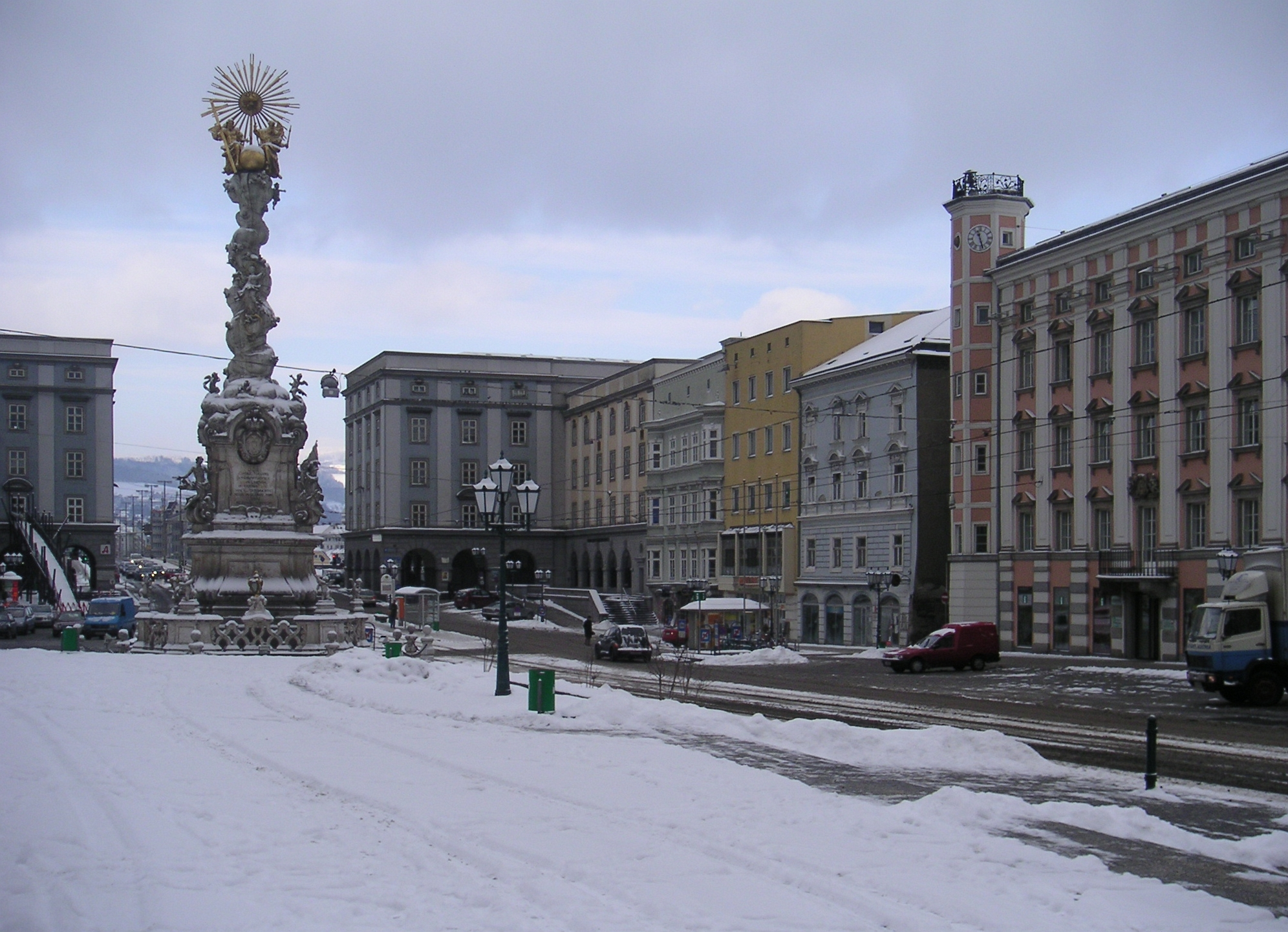
Oberösterreich im Januar 2005